# Trường Đại học Sư phạm Kỹ thuật Thành phố Hồ Chí Minh
Trường Đại học Sư phạm Kỹ thuật Thành phố Hồ Chí Minh (tiếng Anh: Ho Chi Minh City University of Technology and Education) là một trường đại học đa ngành tại Việt Nam, với thế mạnh về đào tạo kỹ thuật, được đánh giá là trường hàng đầu 
về đào tạo khối ngành kỹ thuật tại miền Nam.
Trường là một trong 6 Đại học Sư phạm Kỹ thuật của cả nước – đào tạo kỹ thuật lấy ứng dụng làm trọng tâm để giảng dạy, có chức năng đào tạo kỹ sư công nghệ và giáo viên kỹ thuật. Đồng thời cũng là trung tâm nghiên cứu khoa học và chuyển giao công nghệ của miền Nam Việt Nam.

## Lịch sử
Trường Đại học Sư phạm Kỹ thuật Tp. Hồ Chí Minh được hình thành và phát triển trên cơ sở Ban Cao đẳng Sư phạm Kỹ thuật Trung tâm Quốc gia Kỹ thuật Phú Thọ thành lập ngày 05/10/1962 theo quyết định số 1082/GD của chính quyền Việt Nam Cộng hòa. Ngày 21/09/1972, theo công lệnh số 2826/GD/TTH/CL trường được đổi tên thành Trung tâm Cao đẳng Sư phạm Kỹ thuật Nguyễn Trường Tộ - Thủ Đức.
Năm 1974, cùng với việc thành lập Viện đại học Bách khoa Thủ Đức, trường được đổi tên thành Đại học Giáo dục Thủ Đức là một trong 7 thành viên của Viện, gồm:
- Trường Đại học Khoa học Cơ bản.
- Trường Đại học Kỹ thuật (nay là trường Đại học Bách Khoa TP. Hồ Chí Minh).
- Trường Đại học Nông nghiệp Sài Gòn (nay là trường Đại học Nông Lâm TP. Hồ Chí Minh).
- Trường Đại học Giáo dục Thủ Đức (Đại học Sư phạm Kỹ thuật TP. Hồ Chí Minh ngày nay).
- Trường Đại học Kinh Thương ("Kinh Thương" là viết tắt của "Kinh tế và Thương mại").
- Trường Đại học Thiết kế Thị Thôn ("Thị Thôn" là viết tắt của "Thành thị và Nông thôn").
- Trường Đại học Cao cấp (tiếng Anh: College of Graduate Studies), điều phối các chương trình đào tạo bậc cao học và tiến sĩ.[4]

Ngày 8/11/1975, Chính phủ cách mạng lâm thời Cộng hòa Miền Nam Việt Nam thành lập Viện đại học Sài Gòn (VĐHSG) gồm 11 trường Đại học trên địa bàn (Khoa học, Văn khoa, Luật khoa, Y khoa, Nha khoa, Dược khoa, Sư phạm, Kiến trúc, Kỹ thuật Phú Thọ, Giáo dục Thủ Đức, Nông nghiệp). Ngày 24/3/1976, Ban Dân chính Đảng Trung ương Đảng Cộng sản Việt Nam thành lập Đảng bộ Viện Đại học Sài Gòn. Viện Đại học Sài Gòn là sự sáp nhập Viện Đại học Bách Khoa Thủ Đức và Viện Đại học Sài Gòn cũ cho phù hợp với điều kiện mới.
Ngày 27/10/1976, Thủ tướng Chính phủ đã ký quyết định số 426/TTg, tổ chức lại 11 trường đại học trực thuộc VĐHSG còn 8 trường.
- Năm 1984, Trường Đại học Sư phạm Kỹ thuật Thủ Đức sáp nhập với Trường Trung học Công nghiệp Thủ Đức và đổi tên thành Trường Đại học Sư phạm Kỹ thuật TPHCM. Năm 1991, Trường Sư phạm Kỹ thuật V được sáp nhập vào Trường Đại học Sư phạm Kỹ thuật TPHCM.
- Từ ngày 27/01/1995, trường Đại học Sư phạm Kỹ thuật trực thuộc Đại học Quốc gia.
- Theo quyết định số 118/2000/QĐ-TTg ngày 10/10/2000 của Thủ tướng Chính phủ, trường Đại học Sư phạm Kỹ thuật cùng với Đại học Kiến Trúc, Đại học Kinh tế, Đại học Nông Lâm, Đại học Sư phạm, Đại học Luật được tách khỏi Đại học Quốc gia và trực thuộc Bộ Giáo dục và Đào tạo.

## Hiệu trưởng – Lãnh đạo trường qua các thời kỳ
- PGS.TS Đỗ Văn Dũng[cần dẫn nguồn]
- PGS.TS Nguyễn Trường Thịnh[5]
- PGS.TS Lê Hiếu Giang

## Tổ chức

### Các khoa
Hiện nay trường có 15 khoa và viện, đào tạo các ngành Khoa học, Kỹ thuật, Công nghệ, Mỹ thuật công nghiệp, Kinh tế, Giáo dục:
- Khoa Lý luận Chính trị
- Khoa Khoa học ứng dụng
- Khoa Cơ khí Chế tạo máy
- Khoa Điện - Điện tử
- Khoa Cơ khí Động Lực
- Khoa Kinh tế
- Khoa Công nghệ thông tin
- Khoa In và Truyền thông
- Khoa Công nghệ May và Thời Trang
- Khoa Công nghệ Hóa học và Thực phẩm
- Khoa Xây dựng
- Khoa Ngoại ngữ
- Khoa Đào tạo Chất lượng cao
- Viện Sư phạm Kỹ thuật
- Trường Trung học Kỹ thuật Thực hành

### Các phòng ban
Danh sách các phòng ban của Trường Đại học Sư phạm Kỹ thuật Thành phố Hồ Chí Minh:
1. Phòng Đào tạo
2. Phòng Đào tạo không chính quy
3. Phòng Tuyển sinh và Công tác Sinh viên
4. Phòng Truyền thông
5. Phòng Khoa học Công nghệ - Quan hệ Quốc tế
6. Phòng Quan hệ Doanh nghiệp
7. Phòng Thanh tra - Giáo dục
8. Phòng Đảm bảo Chất lượng
9. Phòng Tổ chức - Hành chính
10. Phòng Kế hoạch - Tài chính
11. Phòng Quản trị Cơ sở Vật chất
12. Phòng Thiết bị - Vật tư
13. Ban quản lý KTX
14. Trạm Y tế
15. Bộ phận Quản lý Hồ sơ Dự án

Danh sách các trung tâm của Trường Đại học Sư phạm Kỹ thuật Thành phố Hồ Chí Minh:
1. Ngoại ngữ
2. Tin học
3. Thư viện
4. Hợp tác Đào tạo Quốc tế
5. Việt – Đức
6. Dịch vụ Sinh viên
7. Thông tin – Máy tính
8. Dạy học số
9. Kỹ thuật Tổng hợp
10. Chế tạo và Thiết kế Thiết bị Công nghiệp
11. Đào tạo và hướng nghiệp quốc tế Việt Nhật
12. Đào tạo ngắn hạn
13. Giáo dục Thể chất - Quốc phòng
14. Đào tạo Bồi dưỡng giáo viên phổ thông, giáo dục nghề nghiệp miền Trung - Tây Nguyên
15. Nghiên cứu và Ứng dụng Kỹ thuật Xây dựng
16. Bồi dưỡng và Đánh giá kỹ năng nghề Quốc gia
17. Phát triển ngôn ngữ
18. Nghiên cứu và Chuyển giao Công nghệ
19. Công nghệ phần mềm
20. Hàn ngữ học Dong A
21. Sáng tạo và Khởi nghiệp
22. Trung tâm hướng nghiệp và đào tạo Việt Nhật

## Các ngành đào tạo trình độ đại học
Đi cùng với sự vận động và phát triển của nền kinh tế đất nước theo hướng công nghiệp hóa, hiện đại hóa, Trường Đại học Sư phạm Kỹ thuật Tp. Hồ Chí Minh đã tiếp cận thực tế để mở rộng đào tạo gần 30 ngành đào tạo trình độ đại học:
Đào tạo Kỹ sư (4 năm)
1. Công nghệ Kỹ thuật điện, điện tử (AUN-QA)
2. Công nghệ chế tạo máy
3. Công nghệ Kỹ thuật cơ điện tử (AUN-QA)
4. Công nghệ Kỹ thuật công trình Xây dựng (AUN-QA)
5. Công nghệ Kỹ thuật ô tô (AUN-QA)
6. Công nghệ Kỹ thuật cơ khí (AUN-QA)
7. Công nghệ Kỹ thuật nhiệt (AUN-QA)
8. Quản lý công nghiệp (AUN-QA)
9. Công nghệ Kỹ thuật Điều khiển và Tự động hóa (AUN-QA)
10. Công nghệ May (AUN-QA)
11. Công nghệ Kỹ thuật Điện tử - Viễn thông
12. Kỹ thuật Xây dựng công trình Giao thông
13. Công nghệ Kỹ thuật Máy tính
14. Công nghệ Thông tin
15. Công nghệ In
16. Kế toán
17. Thương mại điện tử
18. Kỹ thuật Công nghiệp
19. Kỹ thuật Y sinh (Điện tử Y sinh)
20. Công nghệ vật liệu
21. Logistics và quản lý chuỗi cung ứng
22. Công nghệ Kỹ thuật môi trường
23. Công nghệ thực phẩm
24. Công nghệ Kỹ thuật Hóa học
25. Kinh tế gia đình
26. Sư phạm tiếng Anh
27. Ngôn ngữ Anh
28. Kinh doanh quốc tế
29. Quản lý xây dựng
30. Năng lượng tái tạo
31. Chế biên lâm sản
32. Kỹ thuật dữ liệu
33. Robot và trí tuệ nhân tạo

Đào tạo Cử nhân (4 năm)
1. Thiết kế thời trang
2. Thiết kế đồ họa
3. Quản trị nhà hàng & Dịch vụ ăn uống
4. Kiến trúc
5. Kiến trúc Nội thất

Đào tạo trình độ đại học, các ngành sư phạm kỹ thuật (4.5 năm) (Học ngành sư phạm kỹ thuật được miễn học phí theo quy định của Bộ Giáo dục và Đào tạo, khi ra trường được cấp 1 bằng Kỹ sư đúng chuyên ngành và 1 chứng chỉ sư phạm bậc 2)
1. Sư phạm kỹ thuật Điện tử, truyền thông;
2. Sư phạm kỹ thuật Điện, điện tử;
3. Sư phạm kỹ thuật Cơ khí;
4. Sư phạm kỹ thuật Công nghiệp
5. Sư phạm kỹ thuật Cơ điện tử;
6. Sư phạm kỹ thuật Ô tô;
7. Sư phạm kỹ thuật Nhiệt;
8. Sư phạm kỹ thuật Công nghệ thông tin;
9. Sư phạm kỹ thuật Công nghệ may;
10. Sư phạm kỹ thuật Công nghệ kỹ thuật môi trường;
11. Sư phạm kỹ thuật Công nghệ thực phẩm;
12. Sư phạm kỹ thuật xây dựng.[9]

Sinh viên có thể đăng ký chương trình chất lượng cao, chương trình tiên tiến cũng như chương trình liên kết Đại học Quốc tế để nâng cao chất lượng đào tạo.

## Cơ sở vật chất
Trường Đại học Sư phạm Kỹ thuật Thành phố Hồ Chí Minh hiện có diện tích khuôn viên đất cơ sở I (cơ sở chính) là 174.247 m², cơ sở II là 44.408 m².
Tòa nhà trung tâm 12 tầng, có 1 tầng hầm. Trường có 16 phòng học máy tính với tổng diện tích 1.164 m².
Hệ thống Phòng Thí nghiệm và xưởng Thực hành: 58 phòng thí nghiệm và 98 xưởng thực hành với tổng diện tích là 27.342 m².

Phòng thí nghiệm iOS và MacOS
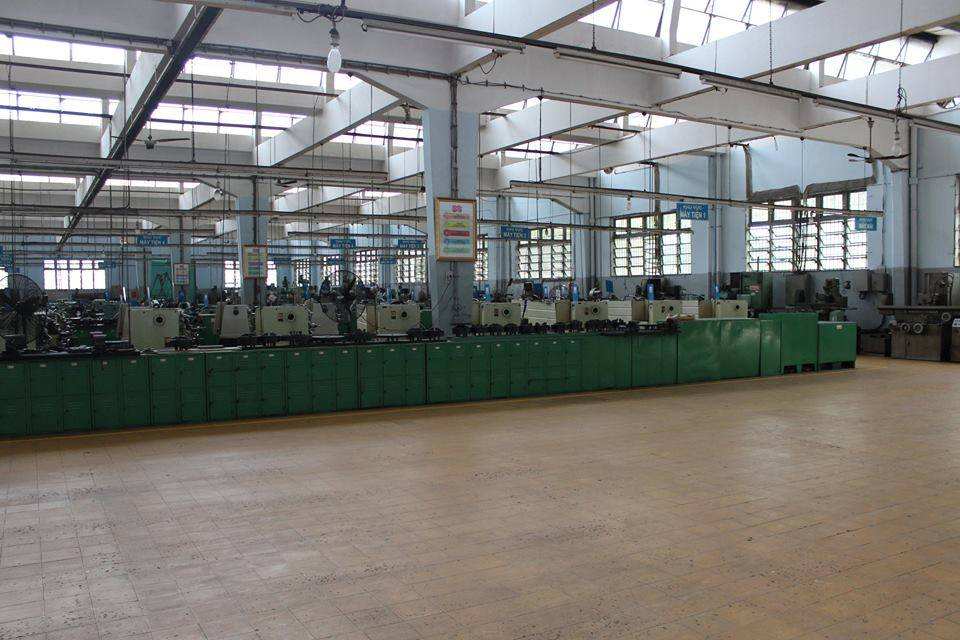
Khu thực hành Gia công cơ khí
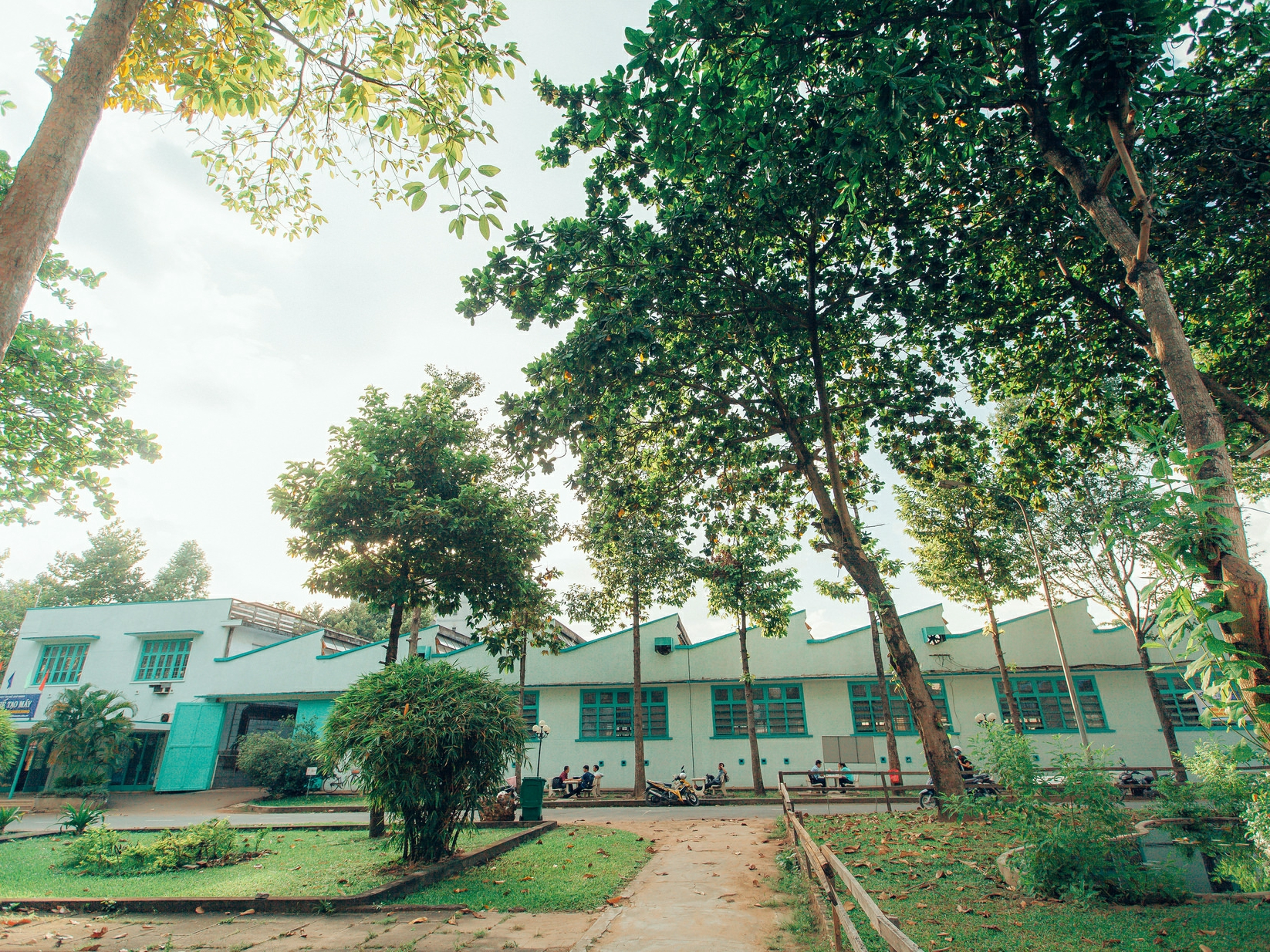
Khu E - Khoa Cơ khí Chế tạo máy

## Quan hệ đối ngoại
Hiện nay, trường đang có mối quan hệ đối ngoại thân thiết với các trường đại học và các tổ chức quốc tế, như:
- Đại học Sunderland[11]
- Cơ quan Phát triển Quốc tế Hoa Kỳ (USAID)[12]

## Thành tích
Trường Đại học Sư phạm Kỹ thuật Thành phố Hồ Chí Minh đã được Đảng và Nhà nước Việt Nam tặng cho những phần thưởng sau:
- Đoàn Thanh niên được Chủ tịch nước tặng Huân chương Lao động hạng Ba năm 2004. Đoàn Thanh niên và Hội sinh viên là đơn vị xuất sắc trong khối các trường ĐH, CĐ khu vực Thành phố Hồ Chí Minh nhiều năm liền.[13]
- Năm 2009, đội SPK - Knight của Trường vô địch giải Robocon Việt Nam[14] và sau đó giành giải III cuộc thi Robocon châu Á - Thái Bình Dương 2009 được tổ chức tại Tokyo.

## Bê bối

### Liên quan giảng viên
Ngày 17 tháng 9 năm 2021, mạng xã hội tại Việt Nam đã lan truyền một video học trực tuyến được cho là do một giảng viên Trường Đại học Sư phạm Kỹ thuật Thành phố Hồ Chí Minh chủ trì. Nội dung chính của đoạn video cho thấy sự việc một thầy giáo "đuổi" một sinh viên ra khỏi lớp học trực tuyến ngay sau khi sinh viên đề nghị ông giảng lại nội dung bài học. Lý do của sinh viên đưa ra là "mưa to, chưa nghe rõ". Sau đó, ông còn nói nhiều lời không đúng mực trong tiết học. Video nhanh chóng được chia sẻ khắp các trang mạng xã hội và nhận được nhiều ý kiến trái chiều.
Ngày 19 tháng 9 năm 2021, đại diện nhà trường đã lên tiếng cho rằng đoạn video bị "cắt ghép" và "chưa phản ánh đúng toàn bộ bối cảnh sự việc" đồng thời đang trong quá trình xác minh, tìm hiểu vụ việc.
Ngày 20 tháng 9 năm 2021, nhà trường tổ chức buổi họp liên quan tới vụ việc và đã lên tiếng xin lỗi cộng đồng. Giảng viên trong đoạn video, ông Lê Minh Thành, đã nhận lỗi vì "nóng tính và thiếu cẩn trọng"; ông xin lỗi sinh viên và những người xem video trên.

### Trong quản lý
Theo kết luận thanh tra của Bộ Giáo dục và Đào tạo, Trường Đại học Sư phạm Kỹ thuật Thành phố Hồ Chí Minh có nhiều thiếu sót, sai phạm trong việc quản lý, sử dụng, quyết toán kinh phí cấp bù, miễn giảm học phí sư phạm do Bộ Giáo dục cấp lên đến hàng tỷ đồng. Hiệu trưởng và các phó hiệu trưởng chịu trách nhiệm chính trong sai phạm này.
Bộ kết luận Trường chưa có văn bản quy định cụ thể trong một số quy trình quản lý. Một số văn bản, biên bản của Trường là không đúng quy định. Bên cạnh đó, còn tổ chức thu nhiều khoản tiền khác không đúng quy định. Thanh tra Bộ cũng kết luận Trường có sai sót trong quy trình tuyển dụng viên chức, bổ nhiệm trưởng khoa, trưởng bộ môn. Trường còn có sai phạm trong việc mua sắm trang thiết bị, cho thuê cơ sở vật chất, tiếp nhận tài trợ.
Trường còn có liên quan tới sự việc Bộ Giáo dục và Đào tạo không công nhận Hiệu trưởng do trường đề nghị vì quy trình bầu Hiệu trưởng không đúng quy định và yêu cầu rút lại văn bản thu hồi quyền Phó Hiệu trưởng Trương Thị Hiền. Vụ việc được cho khiến hơn 4000 sinh viên dù đã ra trường không thể nhận bằng vì không có hiệu trưởng để ký bằng tính đến năm 2022, dù Bộ Giáo dục và Đào tạo đã yêu cầu trường phải sắp xếp nhân sự phụ trách trường.